# Gino Pivatelli
Gino Pivatelli (* 27. březen 1933 Sanguinetto, Italské království) je bývalý italský fotbalový útočník.
Jako dorostenec hrál za Inter. Od roku 1950 byl již hráčem druholigové Verony. V roce 1953 jej koupila Bologna již jako skvělého střelce. V sezoně 1955/56 se stal s 29 góly nejlepším střelcem ligy. Nejlepšího umístění v lize v klubu Rossoblù bylo 4. místo v sezoně 1954/55. V roce 1960 odešel hrát na jednu sezony do Neapole. Nejlepší sezony v kariéře odehrál až na konci své kariéry v klubu AC Milán. V sezoně 1961/62 vyhrál jediný titul v kariéře a v následující sezoně vyhrál pohár PMEZ, když porazil Benficu (2:0).
Za reprezentaci odehrál 7 utkání. Byl v nominaci na MS 1954.
Po hráčské kariéře se stal trenérem, ale velkých úspěchu neměl.

## Hráčská statistika
| Sezóna  | Klub    | Liga    | Liga   | Liga | Ligové poháry | Ligové poháry | Ligové poháry | Kontinentální poháry | Kontinentální poháry | Kontinentální poháry | Celkem | Celkem |
| Sezóna  | Klub    | Soutěž  | Zápasy | Góly | Soutěž        | Zápasy        | Góly          | Soutěž               | Zápasy               | Góly                 | Zápasy | Góly   |
| ------- | ------- | ------- | ------ | ---- | ------------- | ------------- | ------------- | -------------------- | -------------------- | -------------------- | ------ | ------ |
| 1950/51 | Verona  | Serie B | 2      | 1    | -             | 0             | 0             | -                    | 0                    | 0                    | 2      | 1      |
| 1951/52 | Verona  | Serie B | 32     | 9    | -             | 0             | 0             | -                    | 0                    | 0                    | 32     | 9      |
| 1952/53 | Verona  | Serie B | 34     | 15   | -             | 0             | 0             | -                    | 0                    | 0                    | 34     | 15     |
| 1953/54 | Bologna | Serie A | 26     | 11   | -             | 0             | 0             | -                    | 0                    | 0                    | 26     | 11     |
| 1954/55 | Bologna | Serie A | 30     | 17   | -             | 0             | 0             | -                    | 0                    | 0                    | 30     | 17     |
| 1955/56 | Bologna | Serie A | 30     | 29   | -             | 0             | 0             | -                    | 0                    | 0                    | 30     | 29     |
| 1956/57 | Bologna | Serie A | 24     | 10   | -             | 0             | 0             | -                    | 0                    | 0                    | 24     | 10     |
| 1957/58 | Bologna | Serie A | 29     | 12   | IP            | 3             | 2             | -                    | 0                    | 0                    | 32     | 14     |
| 1958/59 | Bologna | Serie A | 26     | 12   | IP            | 1             | 0             | -                    | 0                    | 0                    | 27     | 12     |
| 1959/60 | Bologna | Serie A | 31     | 14   | IP            | 2             | 0             | -                    | 0                    | 0                    | 33     | 14     |
| 1960/61 | Neapol  | Serie A | 21     | 3    | IP            | 1             | 0             | -                    | 0                    | 0                    | 22     | 3      |
| 1961/62 | Milán   | Serie A | 16     | 8    | IP            | 1             | 0             | Vel.P                | 1                    | 0                    | 18     | 8      |
| 1962/63 | Milán   | Serie A | 22     | 3    | -             | 0             | 0             | PMEZ                 | 7                    | 3                    | 30     | 6      |
| Celkem  | Celkem  | Celkem  | 323    | 144  | -             | 9             | 2             | -                    | 8                    | 3                    | 340    | 149    |

## Hráčské úspěchy

### Klubové
- 1× vítěz italské ligy (1955/56)
- 1× vítěz poháru PMEZ (1962/63)

### Reprezentační
- 1× na MS (1954)
- 1× na MP (1955–1960)

### Individuální
- nejlepší střelec ligy (1955/56)